# Singru-Fix
Singru-Fix (gr: Συγγρού-Φιξ) – stacja metra ateńskiego, na linii 2 (czerwonej). Została otwarta 16 listopada 2000. Na tej stacji możliwa jest przesiadka do tramwaju linii 4 i 5 (przystanek Fix).